# سونات سکوت
سونات سکوت (اسپانیایی: La sonata del silencio‎) یک مجموعهٔ تلویزیونی درام تاریخی اسپانیایی است که در سال ۲۰۱۶ منتشر شد.

## گزیدهٔ بازیگران
- مارتا اتورا[۱]
- ادواردو نوریگا[۲]
- لوسیا خیمه‌نس[۳]
- فران پره‌آ[۴]
- کلاودیا ترائیساک[۳]
- فرناندو سوتو[۳]
- ماریا رزاریا اوماجو[۳]
- جوزپه زینو[۳]
- مابل ریورا[۳]
- خاویر گودینو[۳]
- خوئل بوسکد[۳]